# Ambiancé
Ambiancé è un film sperimentale del 2020 diretto e scritto da Anders Weberg.
Nato come protesta contro la ricreazione dei vecchi classici, la pellicola si propone al secondo posto nella lista dei film più lunghi nella storia del cinema con un totale di 720 ore (30 giorni) contro invece le 857 di Logistics, che detiene il primo posto.

## Produzione
Weberg ha dichiarato di avere ormai completato 400 ore di riprese di Ambiancé e che, per stare nei tempi del lancio mondiale, ogni settimana dovrà andare avanti di 7 o 8 ore con la troupe.
Parte di queste riprese, è stata girata nell'ottobre del 2015 su una spiaggia in Svezia, dove anche il celebre Ingmar Bergman avrebbe ripreso alcune scene del film Il settimo sigillo.

## Distribuzione
Un primo trailer di 72 minuti è stato diffuso nel 2014, mentre nel 2016 un secondo di 439 minuti (7 ore e 20 minuti) a ripresa continua è stato caricato sul web.
Benché nel 2018 fosse stata prevista la pubblicazione di un altro trailer di 72 ore, quest'ultimo non fu mai pubblicato. 
La data di uscita del lungometraggio era prevista per il 31 dicembre 2020 e avrebbe dovuto essere trasmesso in mondovisione, ma l'opera non è mai stata pubblicata. 
Oltre ad aver evidenziato l'opera come ultima della sua carriera di regista, Weberg ha anche annunciato che, una volta terminata la proiezione, distruggerà lui stesso l'unica copia esistente della pellicola, facendo sì che non possa più essere vista.
Il 3 Gennaio 2021, Weberg ha postato sul suo account Twitter e sul suo sito ufficiale la frase "C'est fini", che in francese significa "Ė finito". La stessa frase è stata usata nella descrizione del trailer nel quale Weberg annucia l'abbandono della regia dopo aver terminato Ambiancé. Sulla lista delle opere presente sul sito personale di Weberg, il film è elencato nella sua filmografia, con una lungezza di 43,200 minuti, che corrispondono esattamente a 30 giorni. Nel sito stesso si afferma che l'opera è stata condivisa in non ben identificate "reti peer-to-peer" e che dopo che il primo utente ha terminato il download, tutti i files e il materiale originale è stato cancellato/distrutto dall'artista.